# Welwitchia University
Die Welwitchia University, bis Juni 2024 Welwitchia Health Training Centre (WHTC), ist eine private Hochschule in Namibia. Sie wurde Mitte 2024 als Universität anerkannt.
Sie wurde 2013 gegründet und legt ihren Schwerpunkt auf die Ausbildung im medizinischen Bereich, will aber 2025 das Studienangebot deutlich ausbauen.

## Campus
Das Training Centre hat Campus in Windhoek, Katima Mulilo, Kombat, Nkurenkuru, Outapi, Mururani und Walvis Bay. Seit Juli 2022 wird ein weiterer Campus, für 1,6 Milliarden Namibia-Dollar, in Swakopmund errichtet. Er soll Hauptsitz der School of Engineering, Marine, Logistics and Health Sciences sein und bis 2028 fertiggestellt werden. Insgesamt will die Universität bis zu zwei Milliarden Namibia-Dollar in neue Standorte investieren.

## Studiengänge
An der Universität können im Jahr 2024 Diploma, Postgraduiertendiploma, Bachelor und Zertifikate u. a. in Ausbildungen zur Krankenschwester, Hebamme, Pharmazie, Gesundheitswissenschaften, und Computer- und Informationssysteme erworben werden.